# Ribaritsa
Ribaritsa (bulgariska: Рибарица) är ett distrikt i Bulgarien.   Det ligger i kommunen Obsjtina Teteven och regionen Lovetj, i den centrala delen av landet, 90 km öster om huvudstaden Sofia.
I omgivningarna runt Ribaritsa växer i huvudsak blandskog. Runt Ribaritsa är det ganska tätbefolkat, med 58 invånare per kvadratkilometer.